# Episodi di Free Agents
La prima e unica stagione della serie televisiva Free Agents è stata trasmessa negli Stati Uniti dal canale NBC dal 14 settembre 2011 al 5 ottobre 2011. La stagione, che doveva essere composta da tredici episodi, è stata cancellata dopo appena quattro, a causa dei bassi ascolti ricevuti.
| nº | Titolo originale               | Titolo italiano | Prima TV USA      | Prima TV Italia |
| -- | ------------------------------ | --------------- | ----------------- | --------------- |
| 1  | Pilot                          |                 | 14 settembre 2011 |                 |
| 2  | What I Did for Work            |                 | 21 settembre 2011 |                 |
| 3  | Dr. Hu                         |                 | 28 settembre 2011 |                 |
| 4  | Rebranding                     |                 | 5 ottobre 2011    |                 |
| 5  | Nice Guys Finish at Some Point |                 | non trasmesso     |                 |
| 6  | The Kids Are Probably Alright  |                 | non trasmesso     |                 |